# Germaine Cellier
Germaine Cellier (Bordeaux, 26 marzo 1909 – Clichy, 12 giugno 1976) è stata una creatrice di profumi francese. È conosciuta per aver creato fragranze pionieristiche ed audaci come Fracas e Bandit. Cellier è stata anche una delle prime donne ad avere successo nell'industria della profumeria, all'epoca dominata dagli uomini.

## Biografia

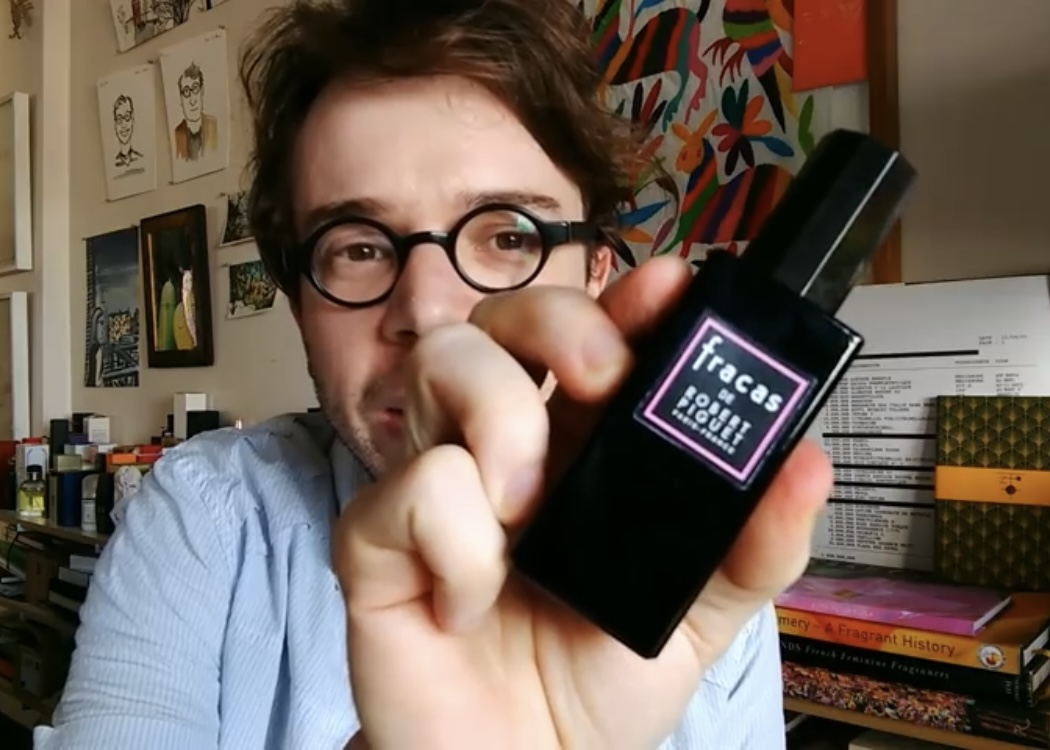
Fracas nella nuova formula

Nata a Bordeaux, Germaine Cellier si trasferì a Parigi nel 1930 per studiare chimica. Dopo aver completato gli studi, lavorò per un certo periodo per la Roure Bertrand. Nel 1943, lascia il lavoro per passare alla Colgate-Palmolive come profumiera, ma tornò a lavorare per la Roure dopo appena tre mesi.
Negli anni quaranta, Germaine Cellier incontrò Robert Piguet, un ex stilista di Paul Poiret, che aveva avviato la propria casa di moda. Piguet aspirava a creare una moda giovane per il periodo post-guerra. Nel 1944, la Cellier creò il profumo Bandit, uno dei primi cipriati-floreali nella storia della profumeria.
Nel 1945, crea Vent Vert per Pierre Balmain, che contiene un sovradosaggio di galbano, ed è considerato il primo profumo di tipo "verde". Nel 1948 crea Fracas, il più celebre profumo a base di tuberosa.
Nel corso della sua vita, Germaine Cellier ha coltivato l'amicizia con alcune delle più celebri figure della Francia dell'epoca, come lo scrittore Jean Cocteau, l'attore François Périer, e Pierre Brisson, a lungo editore di Le Figaro.
Nel 1999 Fracas e Bandit sono stati rilanciati sul mercato con una nuova formula.

## Principali profumi creati
Robert Piguet
- Bandit (1944)
- Fracas (1948)

Nina Ricci
- Coeur Joie (1946)

Pierre Balmain
- Vent Vert (1947)
- Jolie Madame (1953)